# L’Ajoupa-Bouillon
L’Ajoupa-Bouillon – miasto na Martynice (Departament zamorski Francji); 1659 mieszkańców (2007).